# Animaccord
Animaccord е руска компания, която разработва, произвежда и разпространява анимационни продукции в световен мащаб. Студиото е известно с анимационния сериал „Маша и Мечока“.

## История
В края на 2007 г. Дмитрий Ловейко се запознава с Олег Кузовков, който идва в Русия със своя анимационен проект, търсейки финансиране. Преди това Кузовков работи като 3D аниматор в САЩ. Двамата основават Animaccord през 2008 година.

## Награди
През февруари 2015 г. студиото получава наградата за най-добра анимация в категорията „Творчески талант“ на провеждащите се в Маями Kidscreen Awards на едноименното списание за „Маша и Мечока“. През същата година списанието обявява Animaccord за шестата най-добра продуцентска компания.

## Офиси
Animaccord има 5 офиса: в Москва, Лимасол, Маями, Варшава, Хонконг.

## Филмография
| Година           | Продукция                         |
| ---------------- | --------------------------------- |
| 2009             | Маша и Мечока                     |
| 2011 – 2021 2021 | Приказките на Маша                |
| 2014 – 2018      | Страшните истории на Маша         |
| 2019 – 2020      | Песнички на Маша                  |
| 2022             | Маша и Мечока в киното: 12 месеца |